# 언더 나이트 인버스
《언더 나이트 인버스》는 프랑스빵과 에콜 소프트웨어가 제작한 2D 대전 격투 게임이다. 본래 아케이드 플랫폼으로 개발돼 일본서 2012년 9월 20일 출시됐다.
나리타 노부야를 포함한 격투 게임 《멜티 블러드》의 제작진이 개발한 게임으로, 본래 《멜티 블러드》의 HD판으로 기획됐으나 협력 개발사 타입문이 《마법사의 밤》을 개발하면서 계획이 틀어지자 고유 지적자산으로 변경했다.
현실과 대비되는 신비한 힘이 가득한 또 하나의 세계 '허무의 밤'이 게임의 배경으로, 허무의 능력을 가진 자 인버스들을 둘러싼 갈등이 주 이야기이다. 주인공은 고등학생 하이도와 공주 린네로, 신흥 세력이 꾸미는 음모를 저지하기 위해 싸움을 시작하게 된다.
《길티 기어》와 《블레이블루》와 유사하게 신속한 움직임과 필살기를 연결하는 콤보 위주 게임플레이가 특징이다. 플레이어의 행동에 따라 변화하는 그리드(GRD) 게이지를 활용해 강화공격 '인크리스', 초필살기 '인피니티 워스' 등을 사용할 수 있다.
《언더 나이트 인버스》는 2012년 발매 이후 캐릭터와 신 게임플레이 시스템을 추가한 확장판이 여러 차례 출시됐다. 2013년 《언더 나이트 인버스 엑셀레이트》, 2017년 《언더 나이트 인버스 엑셀레이트 에스트》, 2020년 《언더 나이트 인버스 엑셀레이트 클레어》가 아케이드 및 가정용 플랫폼으로 발매됐다.

## 반응
2020년 발매된 《언더 나이트 인버스 엑셀레이트 클레어》는 리뷰 애그리게이터 웹사이트 메타크리틱에서 플레이스테이션 4판이 80/100점, 닌텐도 스위치판이 82/100점을 기록했다.

### 내용주
1. ↑  영어: Under Night In-Birth, 일본어: アンダーナイトインヴァース
2. ↑  영어: Under Night In-Birth Exe:Late, 일본어: アンダーナイトインヴァースエクセレイト
3. ↑  영어: Under Night In-Birth Exe:Late[st], 일본어: アンダーナイトインヴァースエクセレイトエスト
4. ↑  영어: Under Night In-Birth Exe:Late[cl-r], 일본어: アンダーナイトインヴァース エクセレイト クレア

### 참조주
1. ↑  “Under Night In-Birth Exe:Late for PlayStation 3 Reviews”. Metacritic. 2015년 4월 2일에 확인함.
2. ↑  “Under Night In-Birth Exe:Late for PC Reviews”. Metacritic. 2020년 8월 1일에 확인함.
3. ↑  “Under Night In-Birth Exe:Late[st] for PlayStation 4 Reviews”. Metacritic. 2020년 8월 1일에 확인함.
4. 1 2  “Under Night In-Birth Exe:Late[cl-r] for Switch Reviews”. Metacritic. 2023년 2월 1일에 확인함.
5. 1 2  “Under Night In-Birth Exe:Late[cl-r] for PlayStation 4 Reviews”. Metacritic. 2023년 2월 1일에 확인함.
6. ↑  MacGregor, Kyle (2015년 2월 20일). “Review: Under Night In-Birth Exe:Late”. Destructoid. 2015년 2월 28일에 확인함.
7. ↑  Facchetti, Filippo (2014년 9월 15일). “Under Night In-Birth Exe: Late - review”. 《Eurogamer.it》 (이탈리아어). 2015년 2월 28일에 확인함.
8. ↑  Romano, Sal (2014년 7월 12일). “Famitsu Review Scores: Issue 1336”. 《gematsu.com》. Gematsu. 2014년 9월 10일에 확인함.
9. ↑  Storm, Bradly (2015년 2월 18일). “Review: Under Night In-Birth”. Hardcore Gamer. 2015년 2월 28일에 확인함.
10. ↑  Ayora, Víctor (2015년 3월 3일). “Under Night: In-Birth Exe:Late - Análisis - Lucha de la buena” (스페인어). IGN España. 2015년 4월 2일에 확인함.